# Батопорт
Батопо́рт (также ботапо́рт, от фр. bateau-porte) — плавучий гидротехнический затвор, обычно служащий для запирания входа в док. Для перекрытия дока батопорт заполняется водой, при этом он садится на дно дока и прижимается особыми выступами к сделанным по обводам батопорта уступам в стенках и дне дока.
В сухом доке по мере осушения дока батопорт всё плотнее прижимается своими порогами к стенкам дока вследствие разности давления на него вне и внутри дока и тем самым перекрывает доступ воды внутрь дока.
В военное время батопорт является наиболее уязвимым элементом дока, так как повреждение батопорта приводит в долговременному выходу дока из строя.